# Oratorianen

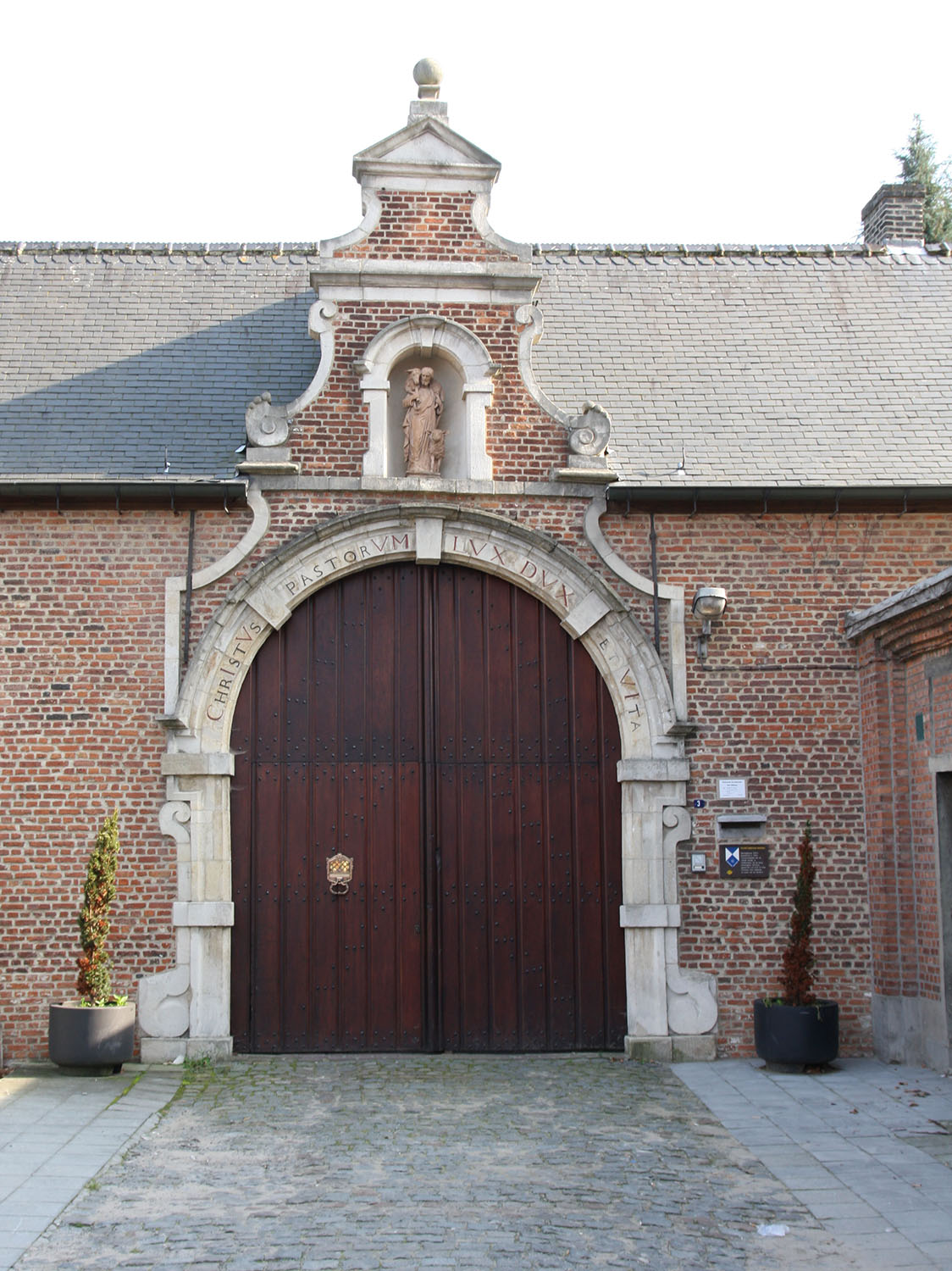
Poort van het Klooster in Sint-Niklaas, gebouwd door Joannes van Nieulande.

De oratorianen of oratoren (Latijn: Confederatio Oratorii Sancti Philippi Nerii; afgekort: CO) is een gemeenschap van apostolisch leven binnen de Katholieke Kerk, die in 1574 werd gesticht door Philippus Neri (1515-1595). Zij noemden zich naar de plek van hun bijeenkomsten met gebed en muziek te Rome, in het oratorio van de Chiesa Nuova (Santa Maria in Vallicella). Deze bijeenkomsten stonden mede aan de wieg van het oratorium als muzikaal genre.
De Italiaanse theoloog en historicus Caesar Baronius (1538-1607), de Spaanse componist Tomás Luis de Victoria (1549-1611), de Nederlandse apostolisch vicaris Johannes van Neercassel (1625-1686) en de Engelse kardinaal John Henry Newman (1801-1890) waren oratoren. De oratoren zijn seculiere priesters, die geen bindende geloften afleggen en zich bezighouden met volksonderricht en jeugdopvoeding.

## Voormalige conventen in Vlaanderen
In Vlaanderen waren er een paar belangrijke conventen, die parochiaal werk verzetten. Ze stonden onder leiding van een "superior domus".
- Oostende
- Sint-Niklaas. Gesloten tijdens de Franse periode. De laatste proost was Emmanuel De Tollenaere.
- Laken
- Leuven
- Temse
- Veurne